# Bloqueo naval de Montenegro
El bloqueo naval de Montenegro fue un bloqueo naval impuesto por las grandes potencias contra el Reino de Montenegro comandado por Nicolás I.
Fue erigido en abril de 1913 para evitar que los refuerzos y suministros montenegrinos llegaran a la costa albanesa. Al principio se extendió a lo largo de la costa montenegrino-albanesa desde Antivari hasta la desembocadura del Drin, cerca de San Giovanni di Medua, y desde el 23 de abril hasta Durazzo. El bloqueo duró hasta el 14 de mayo de 1913.

## Historia
Durante la Primera Guerra de los Balcanes, las Grandes Potencias decidieron que la región en disputa debía ser entregada al recién independizado reino de Albania, creado como país neutral bajo administración internacional, y decidieron llevar a cabo un bloqueo para reforzar esta decisión. Como Montenegro continuaba su asedio a Scutari, las Grandes Potencias decidieron aplicar el bloqueo, que fue declarado el 10 de abril de 1913. El objetivo era impedir que los suministros y refuerzos serbios llegaran a la costa albanesa. El bloqueo, consistente en una "escuadra naval multinacional", duró desde el 10 de abril hasta el 14 de mayo de 1913.
Entre los buques implicados en el bloqueo se encontraban los austrohúngaros SMS Aspern, SMS Erzherzog Franz Ferdinand, SMS Radetzky, SMS Salamander, SMS Zenta y SMS Zrínyi, los británicos HMS Africa, HMS Britannia, HMS Commonwealth, HMS Dominion, HMS Hibernia, HMS Hindustan, HMS King Edward VII y HMS Zealandia (3.º escuadrón de combate), HMS Dublin y HMS Darmouth, los franceses Edgar Quinet y Ernest Renan, el alemán SMS Breslau y los italianos Ammiraglio di Saint Bon y Francesco Ferruccio.
El bloque se extendía inicialmente a lo largo de la costa montenegrino-albanesa desde Bar (actualmente en Montenegro) hasta la desembocadura del río Drin, cerca de Shëngjin, en la actual Albania. El 23 de abril, Burney amplió el bloqueo hasta Durrës, en Albania.
Presionada por el bloqueo internacional, Serbia retiró su ejército de Scutari, que fue ocupado posteriormente por una fuerza terrestre conjunta de los Aliados.